# Go-Daigo
L'emperador Go-Daigo (后 醍醐 天皇, Go-Daigo-Tennō, 26 de novembre del 1288 - 19 de setembre del 1339) va ser el 96è emperador del Japó, segons l'ordre tradicional de successió.
Go-Daigo es va convertir en emperador del Japó el 1318 i va intentar eliminar el shogunat Kamakura, que havia governat el Japó com a govern militar de facto de la ciutat de Kamakura des de les Guerres Genpei el 1185, i restablir el poder al govern civil sota la Casa Imperial a Kyoto. El shogunat Kamakura va ser governat indirectament pel clan Hōjō com a shikken, els regents del shōgun, i va bloquejar activament les maniobres de l'emperador per restaurar el domini imperial. Va enderrocar amb èxit el shogunat Kamakura el 1333 al final de la guerra Genkō i va establir la efímera Restauració Kenmu per tornar la Casa Imperial al poder. Aquesta havia de ser l'última vegada que l'emperador tingués poder real fins a la Restauració Meiji el 1868. La restauració de Kenmu va ser enderrocada al seu torn per Ashikaga Takauji el 1336, inaugurant el shogunat Ashikaga, i va dividir la família imperial en dues faccions oposades entre la Cort del Nord recolzada per Ashikaga situada a Kyoto i la Cort del Sud amb seu a Yoshino dirigida per Go-Daigo i els seus posteriors successors, iniciant el Període Nanboku-chō (les corts del Nord i del Sud).
Els historiadors post-Meiji consideren que el seu regnat abasta els anys 1318 i 1339, no obstant això, els registres històrics pre-Meiji consideren que va regnar entre 1318 i 1332, atès que fou deposat pel shogunat Ashikaga. Els historiadors pre-Meiji consideren que l'emperador Go-Daigo va governar com Pretendent del Nord entre els anys 1336 i 1339. Abans de ser ascendit al Tron de Crisantem, el seu nom personal (imina) era Príncep Imperial Takeharu (尊 治 亲王, Takeharu-shinnō)